# Episodi di Hercules (seconda stagione)
La seconda stagione della serie televisiva Hercules, composta da 24 episodi, è stata trasmessa per la prima volta negli Stati Uniti dal 4 settembre 1995 al 24 giugno 1996.
In Italia invece, gli episodi sono stati trasmessi in prima visione e in disordine su Italia 1. Considerando che gli episodi durano mediamente meno di un'ora e che le fonti relative alle prime tv italiane riportano che ogni appuntamento della serie tv è durato circa due ore, si deduce molto facilmente che durante ogni appuntamento sono stati trasmessi due episodi. Tuttavia, sapendo che questi sono in disordine, si è deciso di considerare solo le fonti che nominano effettivamente l'episodio trasmesso. 
| nº | Titolo originale           | Titolo italiano                     | Prima TV USA      | Prima TV Italia  |
| -- | -------------------------- | ----------------------------------- | ----------------- | ---------------- |
| 1  | The King of Thieves        | Hercules e il principe dei ladri    | 4 settembre 1995  |                  |
| 2  | All That Glitters          | Hercules e il re Mida               | 11 settembre 1995 | 14 dicembre 1996 |
| 3  | What's In a Name?          | Hercules contro Ificle              | 18 settembre 1995 |                  |
| 4  | Siege At Naxos             | Hercules contro i barbari           | 25 settembre 1995 | 21 dicembre 1996 |
| 5  | Outcast                    | Hercules e il centauro impazzito    | 2 ottobre 1995    |                  |
| 6  | Under the Broken Sky       | Hercules e il villaggio del piacere | 9 ottobre 1995    |                  |
| 7  | The Mother Of All Monsters | Hercules e la regina dei mostri     | 16 ottobre 1995   | 28 dicembre 1996 |
| 8  | The Other Side             | Hercules e Persefone                | 30 ottobre 1995   |                  |
| 9  | The Fire Down Below        | Hercules e il dio del fuoco         | 6 novembre 1995   | 18 gennaio 1997  |
| 10 | Cast a Giant Shadow        | Hercules e il gigante buono         | 13 novembre 1995  | 25 gennaio 1997  |
| 11 | Highway To Hades           | Hercules e il sovrano Sisifo        | 20 novembre 1995  | 25 gennaio 1997  |
| 12 | The Sword Of Veracity      | Hercules e la spada della verità    | 8 gennaio 1996    | 1º febbraio 1997 |
| 13 | The Enforcer               | Hercules e il giustiziere degli dei | 15 gennaio 1996   |                  |
| 14 | Once a Hero                | Hercules e gli Argonauti            | 29 gennaio 1996   | 8 febbraio 1997  |
| 15 | Heedless Hearts            | Hercules e l’amore perduto          | 5 febbraio 1996   |                  |
| 16 | Let the Games Begin        | Hercules e i giochi olimpici        | 12 febbraio 1996  | 15 febbraio 1997 |
| 17 | The apple                  | Hercules e il pomo dell’amore       | 19 febbraio 1996  |                  |
| 18 | Promises                   | Hercules e la sposa promessa        | 4 marzo 1996      | 22 febbraio 1997 |
| 19 | King For a Day             | Hercules e il re… Iolao             | 18 marzo 1996     |                  |
| 20 | Protean Challenge          | Hercules contro Proteo              | 22 aprile 1996    |                  |
| 21 | The Wedding Of Alcmene     | Hercules e le nozze di Alcmena      | 29 aprile 1996    |                  |
| 22 | The Power                  | Hercules e il figlio di Venere      | 6 maggio 1996     |                  |
| 23 | Centaur Mentor Journey     | Hercules e il saggio centauro       | 13 maggio 1996    |                  |
| 24 | The Cave Of Echoes         | Hercules e la grotta degli echi     | 24 giugno 1996    |                  |

## Hercules e il principe dei ladri
- Titolo originale: The King of Thieves
- Diretto da: Doug Lefler
- Scritto da: Doug Lefler

### Trama
Iolao si incammina nel regno di Cyros dato che lui e Hercules si sono dati appuntamento lì, ma durante il tragitto vede un uomo di nome Autolico  in difficoltà, un gruppo di uomini lo stanno aggredendo, quindi Iolao li affronta sconfiggendoli facilmente. Autolico si rivela essere un ladro, ha rubato i gioielli a re Menelao (il sovrano di Cyros): gli uomini che prima lo avevano aggredito erano solo le guardie imperiali. Autolico lascia i gioielli rubati a Iolao, tranne il rubino dello scettro del re e poi fugge, mentre Iolao in possesso dei gioielli, viene considerato colpevole di furto. Hercules, saputo dell'accaduto, pretende che Menelao liberi Iolao, ma il re si rifiuta di farlo dato che non ci sono prove della sua innocenza: Iolao verrà processato e, se ritenuto colpevole, giustiziato. La principessa Dirce nelle vesti di consigliere del deputato, prende le difese di Iolao durante il processo, mentre Hercules tenta in tutti i modi di trovare Autolico. Una volta che Hercules trova il ladro, Autolico cerca rifugio in un castello abbandonato, ma Hercules lo raggiunge, i due si affrontano, ma finiscono entrambi per sprofondare dal pavimento. Nel castello Hercules e Autolico trovano un tesoro, però Hercules trova strano che un castello con tali ricchezze sia stato abbandonato, intuendo che chi vi abitava deve essere fuggito a causa di qualcosa di estremamente pericoloso, scoprendo infatti che il castello è abitato da un enorme serpente feroce. Nel frattempo, Dirce si appella a una vecchia legge secondo la quale Iolao potrebbe essere prosciolto da ogni accusa se supera tre prove molto difficili, ma purtroppo fallisce non avendo superato la terza e ultima, quindi ora la sentenza di morte non può più essere revocata. Hercules e Autolico scappano dal serpente, Hercules impara a conoscere meglio il ladro scoprendo che è diventato un furfante dopo che il fratello venne ucciso da un crudele commerciante, Autolico lo derubò di tutti i suoi averi dandoli ai più bisognosi mentre l'assassino del fratello si ridusse a diventare un mendicante. Hercules combatte contro il serpente gigante e benché Autolico avesse la possibilità di fuggire dal castello lasciando Hercules indietro, lo aiuta a combattere contro il serpente, infine i due riescono a scappare dal castello insieme. Autolico ha deciso di assumersi le sue responsabilità, avendo capito quanto sarebbe ingiusto che Iolao morisse per un crimine di cui non è colpevole. Hercules e Autolico tornano a Cyros e impediscono l'esecuzione di Iolao il quale stava per essere decapitato. Autolico restituisce a Menelao il rubino come prova che è lui il ladro e non Iolao che viene prosciolto dall'accusa di furto. Adesso la condanna a morte ricadrà su Autolico, se non fosse che quest'ultimo senza farsi notare fugge via. Hercules decide di non dargli la caccia avendo capito che nel profondo Autolico ha un buon cuore.

## Hercules e il re Mida
- Titolo originale: All That Glitters
- Diretto da: Garth Maxwell
- Scritto da: Craig Volk

### Trama
Hercules va a trovare il suo amico, re Mida, insieme a Salmoneo, solo per scoprire che il suo regno ormai si fonda solo sul gioco d'azzardo, infatti da tempo i suoi sudditi hanno smesso di coltivare i campi. Ormai a governare sono praticamente Voluptua e la sua guardia del corpo, Segallus: i due hanno aperto una casa da gioco, dove i sudditi si divertono incuranti del denaro che perdono a causa del gioco, addirittura Hercules scopre che Flaxen, la figlia di re Mida, si esibisce come ballerina esotica. La faccenda rischia di degenerare quando Voluptua spinge due bambini orfani a rimanere in equilibrio su un palo, il quale si trova sotto alcune lame acuminate, le persone scommettono sul primo che cadrà e perderà la vita, tuttavia Hercules ferma il gioco impedendo la morte dei bambini. Hercules è allibito dal comportamento di Mida, infatti ormai la sua autorità è solo una facciata, ora a comandare nel regno sono Voluptua e Segallus (quest'ultimo brama Flaxen e la vuole come sua sposa). Anche se Mida non è orgoglioso di ciò che sta succedendo, non ha avuto scelta, la siccità aveva quasi distrutto il suo regno e il gioco d'azzardo ha permesso all'economia del regno di risollevarsi. Voluptua teme che Hercules possa esserle d'intralcio quindi essendo una fedele di Giunone ottiene da lei un'arma con la quale uccidere Hercules affidandola a Segallus, si tratta di un pugnale a tre punte chiamato "Il Braccio della Dea": infilzando la vittima con l'arma la si può uccidere facendo ribollire il suo sangue. Mida, convinto dalla figlia Flaxen, capisce che Voluptua e Segallus sono troppo pericolosi, decide dunque di rivoltarsi contro di loro, ma viene imprigionato. Thaddeus, uno dei soldati di Mida, cerca di liberare il re, ma Segallus uccide Thaddeus con il Braccio della Dea. Voluptua costringe Hercules ad affrontare i suoi uomini compreso Segallus, ma Hercules riesce a batterli, i sudditi di Mida si ribellano a Voluptua, quest'ultima tenta di scappare con il denaro, ma Flaxen riesce a catturarla. Mida annulla tutti i debiti di gioco e adesso lui e i suoi sudditi decidono di tornare a dedicarsi ai raccolti.

## Hercules contro Ificle
- Titolo originale: What's In a Name?
- Diretto da: Bruce Campbell
- Scritto da: Michael Marks

### Trama
Hercules sta andando a trovare sua madre Alcmena insieme a Iolao; durante il cammino incrocia un'anziana commerciante che gli rivela di un uomo che ultimamente si sta spacciando per Hercules. Quest'ultimo, una volta che ha fatto visita alla madre, decide di riprendere il viaggio per scoprire chi è l'impostore che usa il suo nome, temendo che possa approfittarsene per gettare fango sulla sua reputazione. Hercules e Iolao vanno in un villaggio che è sotto il controllo del signore della guerra Gorgus, proprio lì Hercules scopre chi è colui che si spaccia per lui, ovvero Ificle il suo fratellastro: i due hanno la stessa madre, ma due padri diversi infatti al contrario del suo fratellastro, Ificle non è un semidio. Ificle lavora per Gorgus, ha assunto l'identità di Hercules in modo da conquistare l'amore di Rena, la figliastra di Gorgus, sfruttando la reputazione eroica del fratello in modo che Rena si innamorasse di lui. Hercules non può consentire a Ificle di continuare a usare impunemente il proprio nome, specialmente con il rischio che venga associato a quello di Gorgus. Pallao, uno degli uomini di Gorgus, geloso per via del fatto che vorrebbe Rena tutta per sé, decide di sbarazzarsi di Ificle, credendo erroneamente che lui sia Hercules, quindi chiede aiuto a un sacerdote di Giunone, il quale gli fa dono di un vaso: non appena lo aprirà in presenza di Hercules il potere oscuro del vaso si manifesterà. Gli uomini di Gorgus rapiscono Iolao e lo chiudono in una cella, intanto Pallao apre il vaso in presenza di Ificle, ma non succede niente: il potere del vaso può manifestarsi solo con Hercules, quindi ora Pallao ha la prova che Ificle è un impostore. Hercules va a liberare Iolao, ma Ificle tenta di ostacolarlo e lo sfida a duello sentendo che è il solo modo per dimostrare il suo valore, ma Hercules non intende combattere contro suo fratello. Rena, che ha ascoltato tutta la conversazione, pretende una spiegazione da Ificle che, con rammarico, ammette che la ama e si è spacciato per suo fratello in modo che Rena, vedendolo come un eroe, lo avrebbe amato. Rena si sente tradita, tuttavia Hercules le fa capire che l'amore che Ificle prova per lei è sincero. Ificle e Hercules liberano Iolao, poi arrivano Gorgus e Pallao, quest'ultimo apre il vaso e il potere oscuro materializza un'enorme lucertola che attacca Hercules, ma lui la sconfigge con l'aiuto di Iolao, mentre Ificle sconfigge Pallao e Gorgus. Hercules ritiene che solo Rena abbia il diritto di decidere cosa farne di Gorgus, e lei essendo consapevole che Gorgus ha commesso troppe azioni vili, lascia agli abitanti del villaggio il permesso di punirlo come meglio ritengono. Adesso Rena ha capito di amare Ificle, infine Hercules va da Alcmena insieme a Ificle e Rena: i due hanno deciso di sposarsi e Alcmena è felice di riabbracciare entrambi i suoi figli.

## Hercules contro i barbari
- Titolo originale: Siege At Naxos
- Diretto da: Stephen L. Posey
- Scritto da: Darrell Fetty

### Trama
Hercules e Iolao si godono un po' di svago nella loro permanenza sull'isola di Naxos, ma poi vedono un gruppo di guerrieri guidati dal crudele Goth che attaccano un villaggio. Durante l'attacco, Goth uccide Argeas, il proprietario di una taverna nonché amico di Iolao, quest'ultimo attacca Goth e i suoi uomini con l'aiuto di Hercules, arriva poi Bledar, il fratello di Goth, con i rinforzi, ma Hercules e Iolao catturano Goth con l'intento di portarlo ad Atene dove verrà processato per i crimini commessi. Iolao, che pur di vendicare Argeas, sarebbe ben disposto a uccidere lui personalmente Goth, costringe Bledar e i suoi uomini a ritirarsi con la minaccia di uccidere Goth. Hercules e Iolao si mettono in viaggio con Goth come loro prigioniero, ma Bledar e i suoi uomini gli danno la caccia, i due trovano rifugio in una fortezza abbandonata e chiudono Goth all'interno di una cella. Tuttavia non sono soli, lì c'è una ragazza di nome Elora la quale accudisce il suo anziano padre Charidon. Gli uomini di Bledar tentano di fare irruzione nella fortezza, ma Hercules e Iolao li mettono in fuga. Elora è sorpresa nel constatare che Goth è prigioniero di Hercules e Iolao, infatti lei era la sua amante. Gli uomini di Bledar catturano Iolao, quindi Hercules arriva con loro a un compromesso, è pronto a liberare Goth ma Bledar deve restituirgli Iolao. Però durante lo scambio degli ostaggi, Goth provoca Iolao, il quale lo attacca, i due si affrontano, Bledar e Hercules decidono di non intromettersi, Iolao esce dallo scontro come vincitore, catturando Goth, rifugiandosi nella fortezza con Hercules, poi Bledar e i suoi uomini vedono che la fortezza è protetta da un'intera armata, quindi battono in ritirata. Successivamente Bledar nota che i soldati sono praticamente immobili, scopre che sono stati ingannati: erano solo delle armature inanimate che Elora teneva in piedi con delle funi, mentre Hercuels, Iolao, Charidon ed Elora sono fuggiti da una grotta sotterranea, con Goth come loro prigioniero. Infine Hercules e Iolao si preparano a imbarcarsi con Goth su una nave diretta ad Atene dove Goth verrà processato.

## Hercules e il centauro impazzito
- Titolo originale: Outcast
- Diretto da: Bruce Seth Green
- Scritto da: Robert Bielak

### Trama
Hercules va a trovare il suo amico centauro Deric, insieme a Salmoneo, ma i due trovano la casa di Deric bruciata, nell'incendio sono morti la moglie di Deric, ovvero Lyla, e il loro bambino centauro Kefor. Hercules e Salmoneo cercano informazioni tra gli abitanti del villaggio, anche perché Deric è scomparso, conoscono così Leuriphone, la sorella di Lyla, la quale spiega che all'inizio Deric, Lyla e il piccolo Kefor erano ben voluti dalla comunità, almeno finché Jakar e il suo gruppo non hanno iniziato ad acuire l'astio contro la loro famiglia, discriminando Lyla per aver dato alla luce un centauro dopo averne sposato uno, questo perché Jakar e i suoi uomini incoraggiano l'odio contro i centauri essendo loro una minoranza, da Jakar ritenuti una "razza schifosa". Gli uomini di Jakar attaccano Hercules e Salmoneo ritenendoli una minaccia in quanto simpatizzanti dei centauri, ma i due li sconfiggono.
Deric uccide Cletis, uno degli uomini di Jakar, minacciando di uccidere pure tutti gli altri che hanno causato la morte di Lyla. Jakar e il suo gruppo si apprestano a dare la caccia a Deric, ma Hercules convince Tersius, il saggio del villaggio, a concedere a Hercules il permesso di unirsi alle ricerche in modo che si assicuri che Jakar non uccida Deric, almeno così potrà convincere Deric a consegnarsi alla giustizia e affrontare un giusto processo. Hercules e Jakar vanno alla ricerca di Deric, e lo trovano, ma Merkus, uno degli uomini di Jakar, lo aggredisce, di conseguenza Deric lo uccide per autodifesa e poi scappa. Hercules e Salmoneo vengono raggiunti da Democles, un altro degli uomini di Jakar, il quale ammette che quest'ultimo usa dei metodi che non gli piacciono e che non condivide tutte le sue idee. Hercules non ci mette molto a capire che Democles sa qualcosa riguardo all'incendio che ha causato la morte della famiglia di Deric.
Hercules e Salmoneo seguono delle strane tracce, che li conducono al piccolo Kefor, non è morto, infatti è insieme a suo padre. Hercules convince Deric a consegnarsi alle autorità, in modo che possa spiegare le sue ragioni, mentre Salmoneo rimane insieme a Kefor. Democles confessa a Hercules e Leuriphone che sono stati lui e Jakar ad appiccare il fuoco uccidendo Lyla, non era sua intenzione farle del male, Jakar aveva giurato che voleva solo spaventarla, ma la situazione sfuggì di mano. Gli uomini di Jakar rapiscono Kefor, quindi Hercules va a salvarlo dopo che Democles gli rivela il luogo dove il bambino è stato portato. Intanto Jakar convince gli abitanti del villaggio a giustiziare Deric, ma Democles e Salmoneo tentano di fermarli. Interviene Hercules che riesce a calmare gli animi, facendo capire agli abitanti del villaggio quanto sia insensata la discriminazione e l'odio nei confronti di coloro che sono diversi, in quanto la diversità è semplicemente parte della natura umana. Hercules, Salmoneo e Democles sconfiggono gli uomini di Jakar, mentre quest'ultimo fugge, ma Deric riesce a catturarlo, inizia a picchiarlo brutalmente, ma Hercules lo convince a non ucciderlo avendo capito che non sono l'odio e la vendetta i valori che vuole trasmettere a suo figlio. Deric viene prosciolto dalle accuse. Giove, il padre di Hercules e signore degli Dei, riporta in vita Lyla, che così riabbraccia il marito e il figlio, Lyla spiega a Hercules che Giove non ha mai potuto ridare la vita alla moglie di Hercules e ai suoi figli perché questo va oltre i suoi poteri, Hercules è comunque felice per Deric il quale al contrario di lui può godere dell'amore della propria famiglia.

## Hercules e il villaggio del piacere
- Titolo originale: Under the Broken Sky
- Diretto da: James A. Contner (accreditato come Jim Contner)
- Scritto da: John Schulian

### Trama
Hercules va a trovare Salmoneo nel villaggio di Enola: è venuto da Arcadia dopo aver saputo che Salmoneo gestisce un postribolo nel villaggio. Salmoneo spiega che sta gestendo il postribolo per conto di suo cognato che si è momentaneamente assentato, e che lo gestirà solo per pochi giorni fino al suo ritorno. Intanto Hercules vede un uomo malconcio di nome Atticus, arrivato da poco nel villaggio di Enola per cercare la sua giovane moglie Lucina, la quale lo ha lasciato da tempo. La donna ora vive a Enola guadagnandosi da vivere come danzatrice esotica, e all'occorrenza prostituendosi. Atticus racconta di essere stato aggredito e derubato dagli uomini di Palato, un crudele mercenario che Hercules conosce di fama. Hercules va nel covo di Palato umiliandolo, infatti dopo aver sconfitto facilmente i suoi uomini si riprende i soldi di Atticus restituendoglieli. Quest'ultimo spiega a Hercules che Lucina è una donna di buon cuore che ha preso di recente decisioni sbagliate solo perché è straziata dal dolore: un tempo lavoravano insieme come contadini ed erano felici, ma quando i loro due figli morirono per colpa di un'epidemia (il più grande aveva solo tre anni mentre il più piccolo era poco più che un infante) Lucina decise di lasciare Atticus, il quale è ancora innamorato di lei e vorrebbe riportarla a casa. Hercules parla con Lucina convincendola a concedere ad Atticus una possibilità e Atticus spiega alla moglie che senza di lei la sua vita non potrà mai essere felice. Intanto Palato, desideroso di vendicarsi di Hercules, raduna i suoi mercenari, inoltre essendo Palato infatuato di Lucina, cerca di prendersela con la forza, Atticus prende le difese della moglie, ma Palato lo accoltella. Atticus è ancora vivo così Hercules convince gli abitanti del villaggio a prestargli delle cure mediche, poi Hercules affronta i mercenari di Palato e li sconfigge. Intanto Palato cerca di aggredire Lucina, Salmoneo tenta di difenderla e Palato inizia a picchiarlo selvaggiamente, ma Lucina impugna una spada e la usa per uccidere Palato. Lucina torna insieme a suo marito e i due lasciano insieme il villaggio di Enola, ringraziando Hercules per tutto quello che ha fatto per loro.

## Hercules e la regina dei mostri
- Titolo originale: The Mother Of All Monsters
- Diretto da: Bruce Seth Green
- Scritto da: John Schulian

### Trama
Hercules e Iolao vedono un uomo assalito da dei briganti e corrono ad aiutarlo, ma è una trappola: l'uomo all'improvviso si rivolta contro i suoi salvatori e tenta di ucciderli con l'aiuto dei briganti, ma Hercules e Iolao li sconfiggono senza difficoltà. Poi a Hercules viene detto che sua madre Alcmena ha intenzione di sposarsi. Accompagnato da Iolao, Hercules si precipita a casa dove scopre che Alcmena si è innamorata di Demetrius, un ex guerriero ora divenuto agricoltore. Hercules non si fida di lui, inoltre si sente in colpa dato che si sta rendendo conto che, tra un'avventura e l'altra, ha trascurato sua madre, infatti dopo quello che era successo con Ificle non era più andato a trovarla. Alcmena spiega al figlio che alla sua età è difficile ignorare la paura di morire da sola, né Giove né Anfitrione sono stati capaci di amarla come lei voleva, e quindi desidera vivere pienamente il suo amore con Demetrius. In realtà gli uomini che prima avevano tentato di uccidere Hercules e Iolao lavoravano proprio per Demetrius, che arriva anche a chiedere l'aiuto di Echidna la quale odia Hercules in quanto uccisore dei suoi figli. Echidna invoca le guerriere di Giunone in modo che possano aiutare Demetrius. Iolao viene avvicinato da un guerriero che vuole mettere in guardia sia lui che Hercules da Demetrius, ma le serve di Giunone lo uccidono con una delle frecce delle loro balestre. Hercules riconosce subito la freccia che ha ucciso l'uomo, capendo che può appartenere solo a un'emissaria di Giunone, la quale odia sia lui che Alcmena, dunque lui e Iolao vanno dalla madre di Hercules per proteggerla, ma Demetrius sequestra Alcmena e una delle serve di Giunone colpisce Hercules con una freccia. Iolao salva il suo amico estraendo la freccia dal suo corpo e medicandolo. Seppur ferito, Hercules contro il parere di Iolao si mette in viaggio con lui per salvare la madre. Demetrius porta Alcmena nella grotta dove dimora Echidna, intanto Hercules attira l'attenzione delle serve di Giunone e dal momento che per sconfiggerle bisogna tagliare i fili delle loro balestre, Iolao agisce indisturbato e le elimina. Hercules e Iolao entrano nella grotta, purtroppo Hercules essendo indebolito dalla ferita, pur affrontando Echidna non ha abbastanza forza per sconfiggerla. Iolao combatte contro Demetrius, ma quest'ultimo riesce a batterlo, poi Demetrius tenta di uccidere Hercules, ma finisce inavvertitamente col ferire con la propria spada Echidna che, arrabbiata, colpisce violentemente Demetrius con uno dei suoi tentacoli uccidendolo. Hercules usa le frecce delle serve di Giunone e le scaglia contro i tentacoli di Echidna inchiodandoli alla parete rocciosa, adesso Echidna non può più muoversi e dunque Hercules, brandendo una spada, ha finalmente l'occasione di ucciderla, ma Alcmena lo supplica di risparmiarla. Lei stessa è una madre e comprende il dolore di Echidna la quale ha perso i suoi figli, sul volto di Echidna appare un'espressione triste e malinconica, sembra in qualche modo apprezzare le parole gentili di Alcmena. Hercules decide di risparmiarla, tuttavia ritiene che Echidna sia comunque una minaccia e dunque una volta che lui, Iolao e Alcmena escono dalla grotta, Hercules distrugge l'entrata in modo da intrappolare Echidna all'interno della grotta stessa, sebbene Hercules non escluda la possibilità che Echidna in futuro possa causargli altri problemi.

## Hercules e Persefone
- Titolo originale: The Other Side
- Diretto da: George Mendeluk
- Scritto da: Robert Bielak

### Trama
Persefone, figlia di Demetra, dea dei raccolti, viene rapita da Plutone che la sequestra con la sua biga, portandola con sé nell'Ade. Demetra chiede a Hercules di andare negli inferi a salvare Persefone riportandola da lei, ma Hercules si rifiuta di farlo ritenendo sbagliato intromettersi in una faccenda che riguarda gli Dei, inoltre non vuole mettersi contro Plutone essendo lui un dio molto potente. Demetra davanti al suo rifiuto con un maleficio altera l'equilibrio delle stagioni facendo sì che le nevicate distruggano i raccolti e facciano morire dal freddo gli animali da bestiame, mostrando una totale noncuranza nei confronti delle persone che rischiano di patire la fame, di conseguenza Hercules per evitare che la faccenda possa peggiorare, accetta di andare nell'Ade e di riportare Persefone da sua madre, a patto che Demetra annulli poi il suo maleficio. Demetra, avendo ricevuto il permesso degli altri Dei, conduce Hercules nell'Ade, ma non prima di avergli fatto due raccomandazioni: una volta che si incamminerà nel sentiero per fare ritorno nel mondo dei vivi non dovrà voltarsi indietro, inoltre non dovrà mangiare il cibo del mondo dei morti, se contravverrà a queste condizioni resterà imprigionato nell'Ade per sempre. Hercules nell'Ade incontra Caronte il quale gli rivela che Plutone è già a conoscenza del suo arrivo. Plutone aveva inscenato il sequestro di Persefone, loro due in realtà sono amanti, Plutone la vuole al suo fianco, ma Demetra è troppo gelosa della figlia, non avrebbe mai accettato di dividerla con lui, sebbene Persefone non sia contenta di aver ingannato la madre. Hercules nei Campi Elisi incontra i figli e la moglie Deianeira, loro ignorano di essere morti, infatti coloro che finiscono nei Campi Elisi vivono in uno stato di beatitudine con l'illusione di essere ancora vivi. Per un momento Hercules, felice di riabbracciare la sua famiglia, dimentica la sua missione, trascorrendo dei bei momenti giocando con i figli e facendo l'amore con Deianeira, tuttavia Hercules decide di essere onesto con lei, rivelandole che al contrario di lui, ormai sia Deianeira che i figli sono morti già da tempo e lui non può rimanere con loro. Hercules si prepara a riportare Persefone nel mondo dei vivi, Plutone combatte contro Hercules, ma lo scontro non porta a nulla di fatto in quanto la loro forza si equivale. Plutone supplica Hercules di non portargli via la sua amata Persefone, nella disperazione è pronto a scendere con lui a un compromesso: riporterà in vita la moglie e i figli di Hercules se lui lascerà Persefone nell'Ade; il semidio però non si lascia corrompere. Hercules si prepara a lasciare l'Ade con Persefone, a quel punto Plutone cerca di far voltare lo sguardo a Hercules trasformandosi in Deianeira, ma Hercules non cade nel tranello. Quando Hercules e Persefone raggiungono l'uscita che conduce fuori dall'Ade, con Demetra ad aspettarli, Plutone fa un ultimo tentativo per impedire la fuga di Persefone mostrando il frutto che lei aveva mangiato. A causa dell'appetito, infatti, Persefone aveva mangiato un frutto del regno dei morti, così adesso è costretta a rimanere nell'Ade, ma Demetra non è disposta ad accettarlo. Hercules, mettendo Plutone e Demetra davanti alla loro ipocrisia, fa notare a entrambi che non hanno fatto altro che imporre il loro volere a Persefone senza averle mai chiesto cosa volesse lei. Persefone ammette di amare sia Plutone che sua madre, non vuole rinunciare a nessuno di loro. Dal momento che Persefone ha mangiato solo metà del frutto, Hercules impone che lei d'ora in poi trascorra sei mesi al fianco della madre e gli altri sei nell'Ade al fianco del suo amato Plutone, tuttavia per adesso i primi sei mesi li passerà con Demetra, la quale accetta il compromesso, quindi Persefone e Plutone si separano con un bacio appassionato in attesa che Persefone torni da lui per trascorrere al suo fianco l'altra metà dell'anno. Plutone cancella dalla memoria di Deianeira il ricordo della visita di Hercules ai Campi Elisi così da restituirle la felice illusione di essere ancora viva, Hercules sa che un giorno si ricongiungerà con la sua famiglia, ma fino ad allora sarà il loro ricordo a dargli la forza di andare avanti.

## Hercules e il dio del fuoco
- Titolo originale: The Fire Down Below
- Diretto da: Timothy Bond
- Scritto da: Scott Smith Miller (sceneggiatura) e John Schulian (soggetto)

### Trama
Una donna consegna a Hercules un messaggio da parte di Salmoneo: è diventato ricco, si è stabilito a Orestia e vorrebbe che Hercules lo raggiungesse lì perché desidera spartire con lui le sue nuove ricchezze. Nel messaggio, Salmoneo spiega che ha fatto la sua fortuna trovando in una grotta dei manufatti prestigiosi che poi ha rivenduto. Durante il tragitto, Hercules vede un uomo schiacciato da un albero, morto, che in precedenza aveva acquistato uno dei manufatti di Salmoneo: a quel punto Hercules capisce che sono maledetti. Quando Hercules va a trovare Salmoneo a Orestia spiegandogli che quei manufatti appartengono a Giunone, chiunque ne prende possesso andrà incontro alla sua ira. Salmoneo spiega a Hercules che non era stato lui a trovare la grotta con dentro i manufatti, se né impadronito dietro suggerimento di Zandar. Nemesi, la giustiziera degli Dei, decide di punire Salmoneo, da lei ritenuto colpevole di essersi appropriato dei manufatti, Hercules è felice comunque di vederla, tra i due c'è ancora attrazione. Hercules spiega a Nemesi che Salmoneo è stato manipolato da Zandar, il vero responsabile. Zandar chiede aiuto a Giunone affinché gli dia i mezzi per sconfiggere Hercules, e quindi Giunone in suo aiuto manda il demone di fuoco Pyro, colui che uccise la moglie e i figli di Hercules. Pyro affronta Hercules, ma durante lo scontro Pyro uccide Zandar bruciandolo vivo. Hercules elimina astutamente Pyro chiudendolo dentro a un barile in modo che Pyro, in assenza di ossigeno, non potesse più alimentare le proprie fiamme. Nemesi si sta rendendo conto che lavorare per gli Dei è diventato troppo frustrante, dato che ha idee diverse dalle loro su cosa sia giusto o sbagliato, ora deve capire cosa vuole dalla sua vita, per adesso si separa da Hercules, i due si salutano con romantico bacio.

## Hercules e il gigante buono
- Titolo originale: Cast a Giant Shadow
- Diretto da: John T. Kretchmer
- Scritto da: John Schulian

### Trama
Hercules, lungo il suo cammino, incontra un gigante la cui gamba è intrappolata in una roccia, nella quale è inciso il simbolo di Giunone, motivo per cui nessuno ha osato liberarlo. Hercules lo prende in simpatia e distrugge la roccia liberando il gigante, il quale si presenta: il suo nome è Tifone. Intanto Iolao viene rapito da Maceus, il quale vuole vendicare la morte del fratello Demetrius, il quale ha perso la vita durante lo scontro tra Hercules ed Echidna. Maceus e i suoi uomini torturano Iolao per sapere dove si trova Hercules, ma lui si diverte a provocarlo, Maceus arriva anche a rompergli la mano. Intanto Hercules e Tifone si mettono in viaggio insieme, quest'ultimo rivela a Hercules di avere una moglie e dei figli, Giunone aveva intrappolato Tifone in quella roccia per oltre un secolo come punizione per via del rifiuto della moglie del gigante di servirla. I due arrivano a un villaggio, dove conoscono una ragazza di nome Breanna, la quale spiega a Hercules che il villaggio per molto tempo è stato sotto lo spietato dominio di Demetrius, prima che egli morisse. Tifone con la sua gentilezza si guadagna subito la simpatia degli abitanti del villaggio. Iolao decide di condurre Maceus e i suoi uomini da Hercules, tuttavia usando l'astuzia, Iolao riesce a fuggire. Intanto Tifone rivela a Hercules che sua moglie è Echidna, oltre a essere il padre dei mostri (i figli di Echidna uccisi da Hercules). Adesso Hercules è in una scomoda situazione, dal momento che Tifone ignora che lui ed Echidna sono nemici oltre al fatto che Hercules ha ucciso i loro figli. Intanto arriva Iolao seguito da Maceus e i suoi scagnozzi, ma Hercules li affronta mettendoli in fuga. Hercules si vede costretto a confessare la verità a Tifone, ovvero che ha intrappolato Echidna in una caverna, ma che lo fece solo per proteggere sua madre Alcmena. Tifone si arrabbia al punto da aggredire Iolao, per poi andarsene. Maceus, dietro consiglio di Giunone, raggiunge con i suoi uomini la grotta dove Hercules ha intrappolato Echidna, a quel punto Giunone con un fulmine apre l'ingresso della grotta, Maceus manda un ragazzo ad avvertire Hercules del fatto che Echidna ora è libera, sapendo che lui verrà ad affrontarla. Maceus si presenta a Echidna come il fratello del suo defunto alleato Demetrius, e i due decidono di unire le loro forze per sconfiggere Hercules. Tifone raggiunge la grotta di Echidna, a quel punto Maceus tenta di mettere il gigante contro Hercules, rivelandogli che quest'ultimo ha ucciso i suoi figli, ma Tifone non sembra disposto a voler combattere contro di lui dato che Hercules in ogni caso lo ha liberato dalla roccia. Arrivano poi Hercules e Iolao, a quel punto Tifone pretende una spiegazione da Hercules il quale non nega di aver ucciso i figli di Tifone ed Echidna, ma che lo fece solo perché loro, sotto la pessima influenza di Giunone, erano diventati crudeli e aggressivi; Tifone ha capito che le sue parole sono sincere. Hercules e Iolao sconfiggono gli uomini di Maceus, poi Hercules entra nella grotta e affronta Echidna e Maceus, ma durante lo scontro Echidna uccide inavvertitamente Maceus. Tifone entra nella grotta e finalmente si ricongiunge con la sua amata Echidna che alla vista del marito si addolcisce. Tifone convince Echidna a mettere da parte l'odio contro Hercules il quale è stato costretto a uccidere i loro figli solo perché Giunone li aveva plagiati, infatti Giunone aveva allontanato Tifone dalla sua famiglia sapendo che senza di lui Echidna, soffocata dalla solitudine, avrebbe perso la retta via. Finalmente dopo tanto tempo, Echidna e Tifone si ricongiungono.

## Hercules e il sovrano Sisifo
- Titolo originale: Highway To Hades
- Diretto da: T.J. Scott
- Scritto da: Robert Bielak

### Trama
Anche se Plutone è ancora arrabbiato con Hercules per non aver sostenuto pienamente il suo amore per Persefone (costretto a stare con lei solo per sei mesi l'anno) gli chiede di aiutarlo a condurre l'anima di Timuron nei Campi Elisi, attualmente è nell'Averno perché stranamente durante la sua prima notte di nozze con Daphne è morto al posto di Sisifo, il re di Corinto, era lui che doveva morire e finire nell'Averno. Plutone è troppo occupato per aiutare lui personalmente Timuron, Hercules deve portare Sisifo nell'Averno, solo così Timuron potrà andare nei Campi Elisi, ma Hercules ha pochi giorni a disposizione, altrimenti l'anima di Timuron sarà perduta. Hercules, insieme al fantasma di Timuron, va a Corinto accompagnato dal fedele Iolao, la cui mano non è ancora guarita dopo quello che gli ha fatto Maceus. Timuron era solo una guardia che lavorava a corte, lui e Daphne si conoscevano fin da bambini, avevano deciso entrambi di conservare la loro verginità fino alle nozze, e lui è morto prima che potessero consumare il matrimonio. Hercules, Iolao e Timuron raggiungono Corinto dove Sisifo si consegna di sua spontanea volontà, è pronto a raggiungere l'Averno, tuttavia pur somigliando al re di Corinto, Timuron capisce che si tratta solo di un impostore, Sisifo gli aveva promesso di prendersi cura della sua famiglia se avesse accettato la condanna nell'Averno al suo posto. Sisifo ha fatto in modo che Timuron morisse al suo posto, perché nella sua vanità vuole rimanere il re di Corinto quanto basta a vedere la città prosperare fino a diventare la più potente della Grecia. Sisifo convoca a corte Daphne proponendole di diventare la sua nuova regina, gli serve un erede e la sua attuale moglie, la regina Karis, è sterile e non può dargli una prole. Sisifo promette a Karis che si limiterà soltanto a mettere incinta Daphne e quando gli darà un figlio saranno lui e Karis a crescerlo. Ormai Karis ha capito suo marito è diventato un folle e si schiera contro di lui. Hercules e Iolao sconfiggono i soldati di Sisifo, quest'ultimo cerca di combattere contro Hercules, ma lui lo cattura e lo porta nell'Averno. Hercules chiede a Plutone di aspettare ancora un po' prima di condurre Timuron nei Campi Elisi, in modo che possa stare ancora un po' con Daphne prima che i due si separino per sempre; Plutone accetta di riportare in vita Timuron per un'ultima notte e questo, una volta tornato in vita, fa l'amore con Daphne.

## Hercules e la spada della verità
- Titolo originale: The Sword Of Veracity
- Diretto da: Garth Maxwell
- Scritto da: Steven Baum

### Trama
Hercules e Iolao, giunti al villaggio di Plurabus, assistono all'arresto di Amphion, un loro amico e valoroso guerriero, accusato di duplice omicidio da Traicus, governatore del villaggio e fedele di Giunone. Il governatore detesta Amphion che da tempo combatte per difendere i diritti dei cittadini, i quali vedono in Traicus un despota dato che i tributi che gli versano li stanno riducendo alla povertà. Le guardie di Traicus trovano nella casa di Amphion un calice che apparteneva alle due vittime: la prova sembra incriminante, anche se è evidente che è stato Traicus a piazzarlo lì. Hercules e Iolao, prima che venga emessa la condanna a morte di Amphion, cercano di provare la sua innocenza, quindi si incamminano per trovare la Spada della Verità, un'arma che quando viene sguainata estorce la verità a chiunque sia in sua presenza. La spada è nascosta in una grotta e solo i raggi del sole o una vergine di Estia può trovarla. Durante il viaggio, Hercules e Iolao incontrano Lea, una vergine di Estia disposta ad aiutarli; sebbene Hercules non si fidi di lei, Iolao finisce subito con l'infatuarsi della ragazza. Arrivati sul posto, i tre vedono numerose grotte: Hercules decide di mettere alla prova Lea la quale indica la grotta che lei ritiene quella giusta, poco dopo un raggio di sole illumina proprio la grotta indicata da Lea, a quanto pare aveva ragione e Hercules le porge le sue scuse, sebbene Lea appaia piuttosto sollevata, a quanto pare aveva scelto quella grotta solo per puro caso. Traicus chiede a Giunone di fermare Hercules quindi la regina degli Dei manda due minotauri nella grotta, i quali armati entrambi di spada affrontano Hercules e Iolao, i mostri cercano di trafiggerli con le loro spade, ma i due guerrieri schivano il colpo e i mostri si uccidono a vicenda. Nella grotta vi sono numerose spade, è impossibile capire quale sia la Spada della Verità e non possono portarle via tutte altrimenti moriranno a causa del maleficio. Hercules, Lea e Iolao le impugnano una alla volta per vedere quale sia la Spada della Verità, e quando Lea sfodera quella giusta Iolao ammette di amarla, infatti il potere della spada si è manifestato. Usciti dalla grotta con la spada vengono assaliti dai soldati di Traicus, a quel punto Hercules e Iolao li sconfiggono, anche con l'aiuto di Lea che si rivela essere un'ottima guerriera: in realtà lei non è una vergine di Estia, ma la compagna di Amphion e la sua famiglia venne uccisa da Traicus. Questo genera un po' di imbarazzo tra lei e Iolao, quest'ultimo però accetta con rassegnazione che il suo amore per Lea non è corrisposto. Amphion sta per essere giustiziato, ma poi arrivano Hercules, Iolao e Lea che con la Spada della Verità costringono Traicus ad ammette di aver ucciso lui quelle persone nel tentativo di far ricadere la colpa su Amphion. Traicus cerca di fuggire, ma Hercules lo cattura e sebbene Lea avesse l'opportunità di ucciderlo decide di risparmiargli la vita. Infine Amphion e Lea si sposano.

## Hercules e il giustiziere degli dei
- Titolo originale: The Enforcer
- Diretto da: T.J. Scott
- Scritto da: Nelson Costello

### Trama
Giunone manda i suoi uomini a combattere contro Hercules e Iolao, ma i due amici li sconfiggono senza la minima difficoltà. Giunone, per punire Nemesi di aver violato il suo ordine diretto di uccidere Hercules, la spoglia della sua divinità: ora Nemesi è semplicemente una mortale. Nemesi raggiunge Hercules e Iolao, adesso che è una mortale inizia a sperimentare sensazioni nuove come l'appetito, inoltre si è resa conto che le sue abilità come guerriera non sono più quelle di prima. Iolao vorrebbe che Hercules iniziasse a prendere in considerazione la possibilità di trovarsi una compagna, e infatti è evidente che c'è amore tra Hercules e Nemesi. Intanto Giunone crea il Giustiziere: un essere fatto di acqua, con le sembianze di una donna e senza emotività il cui unico scopo è uccidere Hercules. Il Giustiziere affronta Hercules dimostrando di avere una forza eccezionale, ma Hercules lo sconfigge e lo distrugge, dissolvendolo in acqua. Credendolo morto, Hercules se ne va, ma in realtà il Giustiziere è ancora vivo e si materializza un'altra volta dall'acqua. Hercules e Nemesi fanno l'amore, intanto arriva il Giustiziere che affronta Iolao, quest'ultimo non può nulla contro la forza del Giustiziere che infatti lo sconfigge. Nemesi attira il Giustiziere in una fucina, e lì Hercules affronta nuovamente il nemico, il Giustiziere riesce in un primo momento a sopraffarlo, ma Hercules riesce poi a vincere gettando sui carboni ardenti il Giustiziere e distruggendolo definitivamente: il calore intenso ha infatti neutralizzato il potere dell'acqua. Anche se è evidente che Hercules e Nemesi vorrebbero stare insieme, quest'ultima decide di proseguire il suo cammino senza di lui, ora ha capito che come umana la sua vita è cambiata e deve trovare la propria strada e la propria indipendenza.

## Hercules e gli Argonauti
- Titolo originale: Once a Hero
- Diretto da: Rob Tapert
- Scritto da: Rob Tapert (soggetto), John Schulian (soggetto e sceneggiatura) e Robert Bielak (soggetto e sceneggiatura)

### Trama
Hercules e Iolao si recano nel regno di Argos in visita all'amico Giasone, il re di Argos colui che era a capo degli Argonauti. Purtroppo sono costretti a constatare che Giasone non è più l'eroe di cui hanno ricordo, ormai beve in continuazione, tanto che non è più in grado di guidare il regno, questo è il motivo per cui il perfido Marcus ha preso la guida di Argos come principe reggente. Tutto è iniziato quando Medea uccise i figli di Giasone e la donna che lui amava, ovvero Glauce, da allora beve anche perché si sente perseguitato da una figura mascherata che lui identifica come un demone. Hercules, Iolao, Giasone e gli Argonauti vengono attaccati da un gruppo di uomini che riescono a rubare il vello d'oro che in passato Giasone aveva conquistato. Iolao ha riconosciuto i ladri: si tratta degli Occhi di Sangue, una setta devota a Giunone. Gli Argonauti decidono di imbarcarsi su Argo all'inseguimento dei guerrieri degli Occhi di Sangue e recuperare il vello d'oro, tuttavia gli Argonauti impongono che sia Hercules il loro condottiero, in quanto Giasone ha perso la loro fiducia. Phoebe, una giovane ragazza guerriera, si unisce agli Argonauti, il suo defunto padre era uno di loro. Un argonauta viene ritrovato morto con il collo spezzato: qualcuno deve averlo ucciso. Gli Argonauti affrontano gli Occhi di Sangue e il loro capo si rivela essere il demone mascherato che da tempo perseguita Giasone. Il demone poi si toglie la maschera e si rivela essere Castore, un argonauta che li aveva traditi. Ha rubato il vello d'oro solo per dimostrare il suo valore e la sua superiorità su Giasone. Ha impersonato per molto tempo il ruolo del demone solo per portare Giasone alla follia, inoltre è stato proprio Castore a uccidere gli altri Argonauti, compreso il padre di Phoebe. Hercules, Iolao, Giasone e il resto degli Argonauti tornano ad Argos e scoprono che Marcus vuole fare di Castore il sovrano del regno. Marcus, con un sortilegio, evoca dei guerrieri scheletrici che attaccano gli Argonauti, tuttavia Hercules, Iolao e Phoebe riescono a sconfiggerli, mentre Giasone uccide Marcus e Castore. Hercules spiega a Giasone che capisce il dolore che lui porta dentro di sé, avendo perso anche lui la sua amata e i figli, ma adesso Giasone per onorare la loro memoria, deve essere un uomo di cui sarebbero stati orgogliosi; Giasone decide dunque di tornare a essere il re di Argos.

## Hercules e l'amore perduto
- Titolo originale: Heedless Hearts
- Diretto da: Peter Ellis
- Scritto da: Robert Bielak

### Trama
Iolao, mentre è in compagnia di Hercules, quasi per volere divino viene colpito da un fulmine, che sembra aver avuto su di lui uno strano effetto: Iolao, infatti, dice che ora può prevedere il futuro. Iolao predice che a breve lui e Hercules incontreranno una donna in sella a un cavallo. Poco dopo, proprio come Iolao aveva predetto, la guerriera Rheanna, sul proprio cavallo, fa la sua comparsa chiedendo aiuto ai due guerrieri. Tra Hercules e Rheanna è amore a prima vista, lei e suo marito Jordis hanno tentato di combattere contro il malvagio e perverso sovrano che spadroneggia nel loro villaggio, Melkos, col solo risultato che Jordis è morto in battaglia alcuni mesi fa. Addirittura Melkos impone lo ius primae noctis agli abitanti del villaggio. Hercules e Iolao decidono di aiutare Rheanna, gli uomini di Melkos li attaccano (effettivamente Iolao lo aveva predetto) ma Hercules, Iolao e Rheanna li sconfiggono. Purtroppo uno dei soldati di Melkos uccide Gnossus, il fratello di Rheanna. Iolao predice un'imboscata da parte degli uomini di Melkos, che infatti catturano Rheanna e con lei anche Hercules e Iolao. Ciò che vuole Melkos è giustiziarli tutti, dando per scontato che se si spargesse la voce che Hercules è morto per mano sua, ciò farebbe di lui un uomo temuto. Hercules però riesce a fuggire insieme a Rheanna e Iolao, poi i tre si nascondono in un rifugio, e lì trovano Jordis, il quale si rivela essere ancora vivo. Nella battaglia dove tutti credevano che avesse perso la vita, aveva riportato delle ferite molto gravi, ma venne soccorso, e se ha scelto di astenersi dal tornare dalla moglie è stato perché temeva che non sarebbe guarito, ma ora che si è totalmente ripreso, è pronto a combattere contro Melkos. Anche se in parte Hercules è dispiaciuto, costretto ad accettare che lui e Rheanna non hanno alcun futuro insieme, mette da parte i suoi sentimenti, poi, insieme a Rheanna, Jordis e Iolao, attacca il castello di Melkos, insieme sconfiggono i soldati del re, sebbene durante la lotta Iolao viene picchiato dai soldati perdendo il suo potere divinatorio. Melkos tenta la fuga, ma Hercules riesce a impedirla. Hercules si separa da Rheanna, ringraziandola, perché dopo la morte di Deianeira lei è stata la prima che gli ha fatto capire che lui è ancora capace di amare una donna.

## Hercules e i giochi olimpici
- Titolo originale: Let the Games Begin
- Diretto da: Gus Trikonis
- Scritto da: John Schulian

### Trama
Hercules assiste a una battaglia tra gli Spartani e gli Eleani, per evitare inutili spargimenti di sangue, obbliga i guerrieri a interrompere lo scontro, prestando soccorso a uno di loro, il giovane Damon. Hercules riporta Damon a casa sua scoprendo che è il nipote della guerriera Atalanta, una sua vecchia amica. Damon infatti è il figlio del defunto fratello di Atalanta, sia lui che la moglie sono morti e adesso è lei a occuparsi di Damon, che essendo giovane e ingenuo, è un patito della guerra. Hercules cerca di trovare un sistema che consenta agli Spartani e agli Eleani di trovare un modo per competere gli uni contro gli altri, ma senza usare la violenza, e quando guarda dei bambini giocare trova un'idea: delle gare di abilità atletica. Con l'aiuto di Atalanta e Salmoneo, inaugura il primo di quello che sarà una serie di eventi atletici, che Salmoneo decide di chiamare Olimpiadi. Sebbene Damon all'inizio fosse riluttante, decide di sostenere Hercules, anche perché quest'ultimo può contare sul sostegno del condottiero degli Spartani, Taphius, che è un suo caro amico. Hercules invita Tarkon, il capo della milizia degli Eleani, a partecipare ai primi Giochi Olimpici, questo effettivamente accetta, ma in realtà egli avendo consacrato la sua vita alla guerra, intende approfittare dell'evento per portare morte e distruzione. Tarkon fa bere dell'acqua ai suoi soldati che è stata maledetta dal dio della guerra Marte e che li trasforma in mostri, i Mesomorfi. Le Olimpiadi vengono inaugurate, e infatti i partecipanti iniziano a divertirsi, arrivano però i Mesomorfi, e Hercules li affronta, e nonostante la loro forza, li distrugge anche grazie all'aiuto di Atalanta e Salmoneo, infine Taphius affronta Tarkon sconfiggendolo. Le Olimpiadi riprendono gettando le basi per la pace tra gli Spartani e gli Eleani.

## Hercules e il pomo dell'amore
- Titolo originale: The apple
- Diretto da: Kevin Sorbo
- Scritto da: Steven Baum

### Trama
Thera, figlia di Sidone re di Sira, ed Epio, figlio di Teodoro, re di Delo, stanno per sposarsi. Il loro matrimonio servirà anche a riappacificare i due popoli perennemente in guerra per colpa della litigiosità dei rispettivi sovrani, con Hercules a presiedere alla trattativa di pace. Nel frattempo Iolao, mentre stava pescando sulla spiaggia, riceve la visita dalle tre divinità Venere, Diana e Minerva che vorrebbero sapere chi tra le tre è la più bella, è stata un'idea di Venere questa sfida, volevano che fosse Giove a stabilirlo ma lui, poco interessato, ha deciso di lasciare che fosse un mortale a decidere chi fosse la più bella. La loro scelta è ricaduta su Iolao, dandogli un'ora di tempo per decidere la vincitrice. Mentre Iolao è da solo, si presenta Diana che gli promette di trasformarlo nel guerriero più forte mai esistito se sceglie lei come vincitrice. Successivamente viene raggiunto da Minerva che, nel caso eleggesse lei come vincitrice, è pronta a trasformarlo nell'uomo più saggio ed erudito del mondo. L'ora è passata e Venere, sapendo che le sue sorelle hanno tentato di corrompere Iolao, a sua volta gli regala la mela d'oro che gli permetterà di far innamorare di lui qualunque donna lui desideri, se solo appoggerà la mela sul proprio petto, inoltre se due persone toccassero la mela d'oro contemporaneamente saranno legati per sempre. Iolao, vedendo Thera e infatuandosi di lei, usa la mela d'oro per farla innamorare di lui, ignaro che è la promessa sposa di Epio: quando lo viene a sapere da Hercules, capisce l'errore commesso. Benché Thera voglia concedersi a Iolao, lui la respinge, intanto Hercules per evitare la guerra tra i due regni, cosa che accadrebbe se le nozze non venissero celebrate, ordina alla sua sorellastra Venere di sciogliere il sortilegio della mela d'oro, avendo capito che in realtà, fin dall'inizio, lei con la scusa di rivaleggiare con Minerva e Diana voleva solo causare una guerra tra Sira e Delo in modo che i due regni si distruggessero tra di loro. In seguito si sarebbe appropriata delle loro ricchezze per creare dei templi in suo onore. Libera dal sortilegio, Thera ringrazia Iolao per non essersi approfittato di lei. Hercules però ha capito che il vero problema sono Sidone e Teodoro, loro due provano troppa ostilità l'uno nei confronti dell'altro, finirebbero comunque col dichiararsi guerra in un modo o nell'altro, quindi Hercules fa in modo che entrambi tocchino insieme la mela d'oro, così adesso saranno destinati a stare insieme per sempre e a mettere da parte le loro ostilità.

## Hercules e la sposa promessa
- Titolo originale: Promises
- Diretto da: Stewart Main
- Scritto da: Michael Marks

### Trama
Hercules e Iolao si recano nel regno di Zebran per assistere al matrimonio di re Belus, il quale è diventato sovrano dopo la morte del padre, vecchio amico di Hercules e Iolao, ricordato da tutti come un re buono e giusto. Il sovrano deve sposare l'affascinante Romina. Quest'ultima, però, il giorno prima delle nozze, viene rapita da Talus, un guerriero fuorilegge. Iolao ha un brutto ricordo di lui, erano amici, ma durante una battaglia mentre si spalleggiavano, Talus lo abbandonò senza dargli spiegazioni. Hercules e Iolao vanno alla ricerca di Romina, e infatti riescono a salvarla, ma poi lei fugge e ritorna da Talus, il quale è il suo amante, il sequestro era solo una messa in scena. Hercules e Iolao capiscono che la situazione è più complicata di quanto si aspettassero, tuttavia per rispetto nei confronti di Belus rapiscono Romina per riportarla dal suo promesso sposo. I due guerrieri vengono attaccati dai Primati, esseri mostruosi che però sono amici di Talus, loro vogliono solo proteggere Romina, però Hercules e Iolao li mettono in fuga. Romina spiega ai due che Belus è ben diverso da suo padre, è un sovrano spregevole, ha scelto di sposarlo solo perché lui, in caso di rifiuto, avrebbe dato fuoco al villaggio della donna. Belus e i suoi soldati uccidono i Primati senza alcuna pietà e poi rapiscono Romina. Talus spiega a Iolao che ci fu un motivo per cui in quella battaglia si era astenuto dall'aiutarlo, ma non può spiegargli le sue ragioni. Belus organizza una cerimonia nuziale, forzando Romina a sposarlo, ma intervengono Hercules, Iolao e Talus che sconfiggono i soldati di Belus, poi quest'ultimo viene ucciso da Hercules che non ha avuto altra scelta dato che Belus voleva fare del male a Romina. In punto di morte, Belus ammette che non sarebbe mai stato capace di essere un bravo sovrano. Talus spiega a Iolao che durante la battaglia fu costretto a lasciarlo da solo per salvare Belus e suo padre, il quale aveva supplicato i suoi nemici di risparmiare solo lui e il figlio, un gesto non degno di un sovrano, tanto che Talus per non disonorare la reputazione del padre di Belus non spiegò a Iolao (fino ad ora) le motivazioni del suo gesto. Belus si vergognava di suo padre e Talus gli ricordava quell'umiliante momento, è per questo che lo ha costretto a diventare un fuorilegge. Finalmente Iolao e Talus si riconciliano, infine Talus può sposare la sua amata Romina.

## Hercules e il re…Iolao
- Titolo originale: King For a Day
- Diretto da: Anson Williams
- Scritto da: Patricia Manney

### Trama
Hercules si separa da Iolao per qualche giorno consigliando all'amico di andare ad Attica dato che lì Iolao ha dei parenti. Iolao per puro caso conosce suo cugino Oreste, identico a lui. Oreste è il nuovo re di Attica, ha preso il posto del suo defunto padre, e a breve sposerà Niobe, tuttavia Oreste trova una scocciatura sia la sua nomina a re sia le sue imminenti nozze, preferendo trascorrere il suo tempo tra donne e alcolici. Oreste e Iolao fanno velocemente amicizia, benché Iolao chiaramente reputi il cugino un superficiale, ad un tratto Oreste, dopo aver bevuto del vino da un calice, perde i sensi, Iolao intuisce subito che il vino è stato drogato. Hector, la guardia del corpo di Oreste, capisce che è opera di Minos, il fratello minore di Oreste, che può contare sull'aiuto dello spietato guerriero Archeus, infatti l'incoronazione di Oreste è prevista a breve e secondo la tradizione non può essere posticipata: se Oreste non si presentasse, Minos può proporsi per il trono e l'incoronazione, e adesso che Oreste è stato drogato, egli non si può presentare quando l'incoronazione avrà inizio, e se Minos si propone come nuovo re potrà anche sposare Niobe. Hector propone a Iolao di fingersi Oreste, nessuno noterà la differenza data la loro incredibile somiglianza, dovrà essere Iolao (con l'identità di Oreste) a farsi incoronare. Iolao accetta, ma dopo aver ricevuto la nomina a re scopre che, subito dopo, lui deve convolare a nozze con Niobe, i due si sposano e Iolao si innamora di lei dal momento in cui la vede. Niobe è ostile con Iolao, credendo che lui sia Oreste, per il quale ha sempre provato antipatia, anche perché Oreste è un libertino, ha scelto di sposarlo solo per portare la pace nel regno, infatti Niobe si astiene dall'osservare i suoi doveri coniugali e non vuole concedersi a lui. Minos e Archeus rapiscono Oreste, successivamente Minos dà appuntamento a Iolao e Hector, i due vengono assaliti dai suoi uomini, ma riescono a sconfiggerli, adesso Minos ha scoperto che Iolao è un impostore, tuttavia non può smascherarlo per il momento dato che finirebbe col compromettersi. Niobe, ignara che l'uomo che ha sposato non è Oreste, si sta innamorando di Iolao, vedendo come lui prende sul serio il suo ruolo di re (costretto a impersonare ancora Oreste) infatti accetta di aiutare i sudditi che gli chiedono udienza, alcuni dei quali sono stati ignorati per anni dal padre di Oreste. Al contrario, Iolao trova il modo di venire incontro alle loro esigenze, in particolare un uomo che non versava i tributi rischiava di morire, in quanto la pena è proprio la condanna a morte o in alternativa avrebbe dovuto vendersi come schiavo, ma Iolao lo grazia invitando lui e la sua famiglia a vivere nel castello reale, anche perché è stato Minos a ridurlo in povertà depredando le sue terre e prendendo al proprio servizio i suoi figli. Le cose per Iolao si stanno complicando a causa dell'amore che sta sbocciando tra lui e Niobe, i due infatti arrivano a baciarsi. Quando Minos scopre che Archeus intende uccidere Oreste con del veleno, essendo ancora legato a Oreste dal suo amore fraterno, lo supplica di cedergli il trono, così avrà salva la vita. Oreste però si rifiuta, adesso per la prima volta ha capito quanto essere un re sia importante. Iolao, Hector e Niobe vanno nella fortezza di Archeus e salvano Oreste, mentre Minos si ribella ad Archeus aiutando il fratello, tuttavia Minos viene ucciso da un soldato di Archeus. Quest'ultimo combatte contro Iolao finendo col morire durante la battaglia. Oreste è salvo e finalmente è pronto a essere un re, ringraziando Iolao per tutto ciò che lui ha fatto. Hector è della convinzione che però Iolao sarebbe stato il più grande re di Attica. Niobe, ora che ha scoperto che Iolao non è Oreste, è comunque pronta a essere la moglie del re: lei e Iolao si separano tentando entrambi di nascondere il loro dolore.

## Hercules contro Proteo
- Titolo originale: Protean Challenge
- Diretto da: Oley Sassone
- Scritto da: Brian Herskowitz

### Trama
Hercules e Iolao sono nel villaggio di Volos e aiutano il loro amico Thanis a coltivare il suo terreno. Thanis, che è uno scultore, va a fare compere con Iolao, ad un tratto si allontana, e successivamente Iolao lo vede aggredire e derubare un commerciante di nome Trilos. Quando Thanis viene catturato, lui si dichiara estraneo all'accaduto: lui e Trilos hanno avuto spesso delle divergenze, ma non sarebbe mai arrivato ad aggredirlo. Iolao non sa a cosa credere, Thanis sembra innocente, tuttavia Iolao lo ha visto con i propri occhi mentre aggrediva Trilos. Gli abitanti di Volos decidono di uccidere Thanis per il crimine commesso lapidandolo, ma Hercules e Iolao impediscono agli abitanti di farsi giustizia da soli, ritenendo che in ogni caso Thanis debba avere un processo. Viene emessa la sentenza: non verrà ucciso, ma gli verranno tagliate le mani. Se Thanis venisse mutilato non avrebbe di che vivere non potendo più coltivare o scolpire, Hercules ha poco tempo per dimostrare l'innocenza del suo amico. Iolao vede Hercules baciare Daniella, la figlia di Thanis, ma Hercules giura di non averlo fatto. Ad un tratto Iolao aggredisce Hercules tentando di ucciderlo, ma poi arriva il vero Iolao, mentre l'impostore fugge via. Hercules adesso ha capito che dietro a questi avvenimenti c'è Proteo, una divinità deforme, Hercules in gioventù lo prendeva in giro, così come gli altri Dei, ma col tempo divenne suo amico. Proteo è un mutaforma: è stato lui ad aggredire Trilos e a baciare Daniella, poi prendendo le sembianze di Iolao ha aggredito Hercules. Daniella spiega a Hercules e Iolao che Proteo con le sembianze di un uomo affascinante l'aveva corteggiata mentre lei si faceva il bagno nel lago: il punto debole dei poteri di Proteo è che anche quando cambia aspetto le sue vere sembianze si possono vedere sulle superfici riflettenti, infatti aveva visto il vero aspetto di Proteo nel riflesso dell'acqua, rifiutando il suo corteggiamento. Chiaramente Proteo ha incastrato Thanis per vendicarsi. Daniella cerca di sedurre Hercules, ma lui capisce che in realtà quello è Proteo, il quale assume le sembianze di Hercules, i due si affrontano, ma Hercules fa in modo che Proteo veda il suo vero aspetto attraverso il riflesso degli specchi. A quel punto Proteo, sopraffatto dalla depressione, si manifesta nelle sue vere sembianze: voleva solo essere amato, sapendo però che il suo brutto aspetto è per lui un limite. Hercules fa appello alla bontà di Proteo e lo convince a prosciogliere Thanis dalle accuse, quindi Proteo si mostra agli abitanti di Volos mostrando i suoi poteri di mutaforma, assumendosi la responsabilità del crimine commesso. Daniella ringrazia Proteo per aver impedito che a suo padre venissero tagliate le mani, poi Proteo si trasforma in una colomba e vola via. Thanis ringrazia Hercules e Iolao, promettendo a entrambi che realizzerà due sculture che vedranno loro due come soggetti.

## Hercules e le nozze di Alcmena
- Titolo originale: The Wedding Of Alcmene
- Diretto da: Timothy Bond
- Scritto da: John Schulian

### Trama
Mentre Hercules e Iolao sono in una taverna, ricevono l'inaspettata visita di Alcmena che annuncia le sue nozze con Giasone. Alcmena spiega che i due sono amanti da ormai molti anni, da quando è diventata vedova di Anfitrione, la loro non è mai stata una relazione ufficiale, ma adesso Giasone vuole averla al suo fianco come moglie. La donna prosegue dicendo che non ha ancora avuto modo di avvertire Ificle. Alcmena è solo una plebea mentre Giasone è il re di Corinto, e lo statuto del regno prevede che se il sovrano sposerà una donna che non ha nobili natali, dovrà rinunciare al trono e non potrà nemmeno celebrare le nozze al palazzo reale. Giasone è pronto a rinunciare al titolo di re di Corinto, l'unico problema è che il trono andrebbe al perfido Petronio, Gran Visir di corte. Giasone però si appella alla legge che prevede che, in caso di rinuncia al trono, lui stesso potrà scegliere il suo successore. Giasone propone il trono a Hercules, il quale pur essendo lusingato, rifiuta. Giasone ha in mente una seconda scelta, sussurrando a Iolao il nome del successore e chiedendogli di portarlo qui.
Nel frattempo, Alcmena incontra una donna molto gentile di nome Sera, che le propone di celebrare le nozze nella proprietà della sua famiglia. Petronio riceve l'aiuto del Sacerdote Blu, un uomo decapitato da Hercules ma riportato in vita da Giunone. Iolao si allontana da Corinto per cercare il successore di Giasone e nel tragitto incontra per caso Dirce che lo segue nel suo viaggio. Al matrimonio partecipano come invitati gli Argonauti, Deric, Lea e Amphion; sarebbero dovuti venire anche Echidna e Salmoneo, ma quest'ultimo è ad Atene per concludere un affare, mentre Echidna non è venuta perché è in dolce attesa. Deric, guardando Sera, ha la strana sensazione di averla già vista, intanto Iolao e Dirce arrivano a Corinto insieme a Ificle e a sua moglie Rena, infatti il successore designato da Giasone che prenderà il suo posto come nuovo re di Corinto è Ificle. Deric finalmente riconosce Sera, lei è una serva di Giunone, ma è troppo tardi: Sera e il Sacerdote Blu scatenano la furia di Perfidia, un enorme rettile marino, che ingoia sia Hercules che Giasone. Intanto Iolao, aiutato da Ificle, Deric, Amphion e gli Argonauti, sconfiggono i guerrieri di Petronio, il quale viene ucciso inavvertitamente da uno dei suoi stessi uomini, mentre Alcmena si mette a picchiare Sera. Il Sacerdote Blu scappa, mentre Hercules e Giasone, all'interno del corpo di Perfidia, ancora vivi, danneggiano la spina dorsale del mostro e con essa il suo sistema nervoso. Perfidia muore aggredito da un altro mostro marino, mentre Hercules e Giasone escono dal corpo del mostro incolumi. Alla fine Amphion celebra il matrimonio di Giasone e Alcmena che diventano ufficialmente marito e moglie.

## Hercules e il figlio di Venere
- Titolo originale: The Power
- Diretto da: Charlie Haskell
- Scritto da: Nelson Costello

### Trama
Deon, un giovane pescatore, passeggia sulla spiaggia insieme alla sua promessa sposa Sirene. Improvvisamente la coppia viene attaccata da alcuni banditi, ma Hercules interviene a salvare i giovani fidanzati. Durante la lotta, Deon sta per essere ucciso dai banditi, ma quando questo ordina loro di andare via, i criminali incredibilmente gli obbediscono senza opporsi e scappano via. Hercules scopre che Deon è il figlio di Giamone, un semplice pescatore, tuttavia Hercules vuole capire quale sia l'origine dei poteri del ragazzo, il quale non appena emette un ordine tutti obbediscono. Indagando, Hercules scopre di essere lo zio di Deon, infatti quest'ultimo è figlio di Venere, la sua sorellastra. Giamone conobbe Venere quando era ancora giovane, i due ebbero una notte di passione e poi Venere lo abbandonò, tornò da lui molto tempo dopo, con il figlio nato dal loro amore, decidendo di affidarlo alle cure del padre. Giamone ha un fratello di nome Karis, il quale gode della più assoluta stima di Deon dato che Karis in passato era stato un grande guerriero. Tuttavia Deon scopre che Karis in realtà è il capo dei briganti che prima aveva attaccato lui e Hercules, capendo che Karis deruba i commercianti per arricchirsi. Karis, facendo appello all'ingenuità di Deon, lo convince a usare i suoi poteri per aiutarlo a mettere in piedi una potente armata militare. Deon decide quindi di mettersi in viaggio con suo zio Karis, chiedendo a Sirene di seguirlo, ma lei non vuole perché si rende conto che Deon sta facendo la scelta sbagliata. All'inizio Deon tenta di costringerla, ma poi capisce che non è giusto abusare dei suoi poteri facendosi trasportare dalla prepotenza. Karis cerca di convincere Deon a usare i suoi poteri contro Hercules, ma con lui non funzionano dato che Hercules, proprio come Deon, è un semidio. Deon adesso ha capito che Karis è un uomo malvagio, mentre Hercules affronta gli uomini di Karis sconfiggendoli. Durante lo scontro, Karis cerca di uccidere Deon, ma Giamone salva suo figlio uccidendo Karis. Deon si riconcilia sia con Sirene che con Giamone, e ringrazia Hercules promettendogli che d'ora in poi cercherà di usare i suoi poteri per aiutare la gente.

## Hercules e il saggio centauro
- Titolo originale: Centaur Mentor Journey
- Diretto da: Stephen L. Posey
- Scritto da: Robert Bielak

### Trama
Il centauro Ceridan manda il giovane Teseo da Hercules per recapitargli un messaggio, una volta che lo trova, Teseo porta Hercules e Salmoneo da Ceridan, quest'ultimo sta morendo, è gravemente malato. Hercules ha sempre considerato Ceridan una figura paterna perché non è mai stato legato ad Anfitrione, mentre Giove era un padre assente. Ceridan è stato il mentore di Hercules e gli ha insegnato a combattere oltre a trasmettergli l'importanza dell'istruzione. Prima di morire, Ceridan vuole che Hercules riporti sulla retta via Cassio, un centauro che sta addestrando un plotone di suoi simili per attaccare gli abitanti del villaggio gestito da Gredor, un uomo che fomenta l'ostilità contro i centauri. Cassio è sentimentalmente legato a Myrr, un'umana che cerca di convincerlo a desistere dalle sue intenzioni violente. Hercules sconfigge due centauri che stavano importunando Salmoneo, poi interviene Cassio che combatte contro Hercules, ma non riesce a batterlo, tra l'altro non è intenzione di Hercules fargli del male. Cassio si prepara a muovere un attacco contro il villaggio nemico, aiutato dai centauri, ma Perdidis, il padre di Myrr, gli si oppone, e con lui anche la figlia, insieme a Hercules e Teseo. A quel punto Cassio decide di non combattere, lui in fondo non vuole fare del male a nessuno, vuole soltanto parità di diritti anche per i centauri, quindi decide di marciare per il villaggio in maniera pacifica. Locus, un uomo di Gredor, scaglia una freccia con la balestra colpendo Perdidis e ferendolo. Hercules cattura Locus e lo costringe a confessare davanti a tutti gli abitanti del villaggio che Gredor voleva la morte di Perdidis per potersi appropriare delle sue terre. Hercules costringe così Gredor ad abbandonare il villaggio. Cassio si riconcilia con Ceridan, è consapevole che la strada per ottenere l'uguaglianza dei diritti è ancora lunga per i centauri, ma da adesso cercherà di ottenerla astenendosi dall'usare la violenza. Ceridan muore serenamente, infine Hercules, Salmoneo, Cassio, Teseo e Myrr rendono omaggio alla sua tomba.

## Hercules e la grotta degli echi
- Titolo originale: The Cave Of Echoes
- Diretto da: Gus Trikonis
- Scritto da: John Schulian e Robert Bielak

### Trama
Hercules e Iolao accorrono in aiuto di Elopius, un uomo che ha chiesto il loro intervento affinché i due aiutino la figlia Melina. Durante il tragitto, i due guerrieri vedono un uomo di nome Palemone che rischia di essere impiccato da un gruppo di uomini, Hercules e Iolao lo salvano, mentre coloro che volevano uccidere Palemone decidono di non mettersi contro di loro. Palemone si rivela essere uno storiografo e quando scopre che i suoi salvatori sono proprio Hercules e Iolao (dei quali ha sempre ammirato le gesta) decide di seguirli nella loro missione. Una volta raggiunto Elopius, proprio all'ingresso della grotta degli echi, l'uomo spiega che sua figlia Melina si è addentrata nella grotta, e da allora non è più uscita, supplicando Hercules e Iolao di salvarla. I due amici entrano nella grotta, e benché avessero imposto a Palemone di non seguirli, quest'ultimo si accoda a loro. Nella caverna si sente una sorta di ruggito, sembra che si tratti di un mostro. Mentre i tre sono occupati a cercare Melina, desideroso di conoscere meglio Hercules e Iolao, chiede ai due di raccontargli le loro vicende eroiche, Hercules rievoca lo scontro con Anteo e l'Idra, inoltre Hercules racconta il suo viaggio verso i Campi Elisi quando si era momentaneamente ricongiunto con la moglie e i figli scegliendo però di continuare il suo cammino nel mondo dei vivi. Hercules ripensa anche a Echidna, quando all'inizio loro due erano nemici e lei si alleò con Demetrius per sconfiggerlo, e il suo incontro con il gigante Tifone, che infatti essendo lui il marito di Echidna, avendo Hercules permesso che si ricongiungesse con la moglie, fece sì che Echidna smise di essere sua nemica. Finalmente Hercules, Palemone e Iolao trovano Melina, la quale rischia di cadere da un precipizio, si è aggrappata alla parete rocciosa ma non riesce a risalire perché la sua gamba è bloccata da una radice. Hercules, per fare in modo che Palemone faccia colpo su Melina, dà a lui l'occasione di salvarla, infatti Hercules e Iolao lo calano giù e Palemone con un coltello taglia la radice permettendo a Hercules e Iolao di mettere in salto la ragazza. Tra Palemone e Melina c'è dell'attrazione, quest'ultima mostra poi il gattino che si era addentrato nella grotta, lei era entrata solo per seguirlo, il ruggito che avevano sentito era solo il miagolio del gatto amplificato dall'eco della grotta, infine Melina conduce fuori dalla grotta Palemone, Hercules e Iolao, dato che conosce un'uscita secondaria.